# Grajaú (Maranhão)
Grajaú, amtlich portugiesisch Município de Grajaú, ist eine Gemeinde im brasilianischen Bundesstaat Maranhão. Die Bevölkerungszahl wurde zum 1. Juli 2019 auf 69.527 Einwohner geschätzt, die auf einer großen Gemeindefläche von rund 8863,6 km² leben und Grajauenser (grajauenses) genannt werden. Die Bevölkerungsdichte beträgt rechnerisch 7 Personen pro km², tatsächlich konzentrieren sich etwa 60 % der Bevölkerung auf den urbanen Raum. Sie steht an 18. Stelle der 217 Munizips des Bundesstaates. Die Hauptstadt São Luís ist 580 km entfernt. Durch Grajaú führt in Ost-West-Richtung die BR-226. Der Rio Grajaú durchfließt den urbanen Kern in Nord-Süd-Richtung.
0,18 % der Gemeinde gehören zum Indigenenschutzgebiet Araribóia, das von den Guajajaras bewohnt wird. Der Name leitet sich aber von den Karajás ab und bedeutet in der Sprache der Tupi etwa Fluss der Karajás.
Grajaú war von den Waldbränden 2019 betroffen.
Die Universidade Federal do Maranhão hat einen Campus in der Stadt, die Universidade Estadual do Maranhão unterhält in Grajaú die Zweigstelle Centro de Estudos Superiores de Grajaú (CESGRA).
Grajaú ist die bevölkerungsreichste Stadt der aus fünf Gemeinden bestehenden Planungsregion Região de Planejamento dos Serras,

## Geographie
Umliegende Gemeinden sind Itaipava do Grajaú, Barra do Corda, Arame, Jenipapo dos Vieiras, Fernando Falcão, Formosa da Serra Negra und Sítio Novo.
Die Gemeinde hat tropisches Klima, Aw nach der Klimaklassifikation nach Köppen und Geiger. Die Durchschnittstemperatur ist 26,5 °C. Die durchschnittliche Niederschlagsmenge liegt bei 1240 mm im Jahr. Im Südsommer fallen in Grajaú mehr Niederschläge als im Südwinter.

## Bevölkerungsentwicklung
| Jahr | Einwohner | Stadt  | Land   |
| --- | --------- | ------ | ------ |
| 1991 | 39.228    | 18.133 | 21.095 |
| 2000 | 50.107    | 26.511 | 23.596 |
| 2010 | 62.093    | 37.041 | 25.052 |
| 2019 | 69.527    | ?      | ?      |
| Die zur Anzeige dieser Grafik verwendete Erweiterung wurde dauerhaft deaktiviert. Wir arbeiten aktuell daran, diese und weitere betroffene Grafiken auf ein neues Format umzustellen. (Mehr dazu) |           |        |        |

Quelle: IBGE (2011)

## Durchschnittseinkommen und Lebensstandard
Das monatliche Durchschnittseinkommen betrug 2017 den Faktor 1,9 des brasilianischen Mindestlohns (Salário mínimo) von R$ 880,00 (umgerechnet für 2019: rund 378 €). Der Index der menschlichen Entwicklung (HDI) ist mit 0,609 für 2010 als im unteren Mittel liegend eingestuft. 2017 waren 6440  Personen oder 9,3 % der Bevölkerung als fest im Arbeitsverhältnis stehend gemeldet, 48,6 % der Bevölkerung hatten 2010 ein Einkommen von der Hälfte des Minimallohns.
Das Bruttosozialprodukt pro Kopf betrug 2016 8309,80 R$, das Bruttosozialprodukt der Gemeinde belief sich auf rund 5688,72 Mio. R$.

## Analphabetenquote
Grajaú hatte 1991 eine Analphabetenquote von 52,1 % inklusive Grundschulabbrecher, die sich bei der Volkszählung 2010 bereits auf 29,4 % reduziert hatte. Rund 34,8 % der Bevölkerung waren 2010 Kinder und Jugendliche bis 15 Jahre.

## Ethnische Zusammensetzung
Ethnische Gruppen nach der statistischen Einteilung des IBGE (Stand 2000 bei 47.155 Einwohnern,  Stand 2010 mit 62.093 Einwohnern): Von diesen lebten 2010 37.041 Einwohner im städtischen Bereich und 25.052 im ländlichen Raum von Regenwaldgebiet und Cerrado.
| Gruppe      | Anteil 2000 | Anteil 2010 | Anmerkung                        |
| ----------- | ----------- | ----------- | -------------------------------- |
| Pardos      | 27.002      | ▲ 38.455    | Mischrassige, Mulatten, Mestizen |
| Brancos     | 13.375      | ▲ 14.962    | Weiße, Nachfahren von Europäern  |
| Pretos      | 3.483       | ▲ 4.193     | Schwarze                         |
| Amarelos    | 66          | ▲ 532       | Asiaten                          |
| Indígenas   | 2.976       | ▲ 3.950     | indigene Bevölkerung             |
| ohne Angabe | 253         | –           |                                  |

## Verkehr
Die nächstgelegenen Flughäfen sind Flughafen Barra do Corda (105 km), Flughafen Imperatriz (149 km) und der Flughafen Balsas (190 km).

## Bilder aus Grajaú

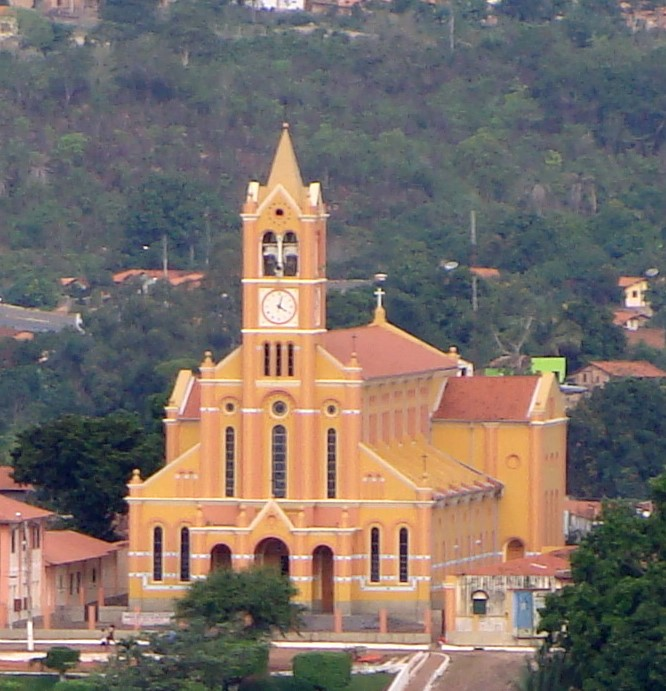
Kathedrale Nosso Senhor do Bonfim
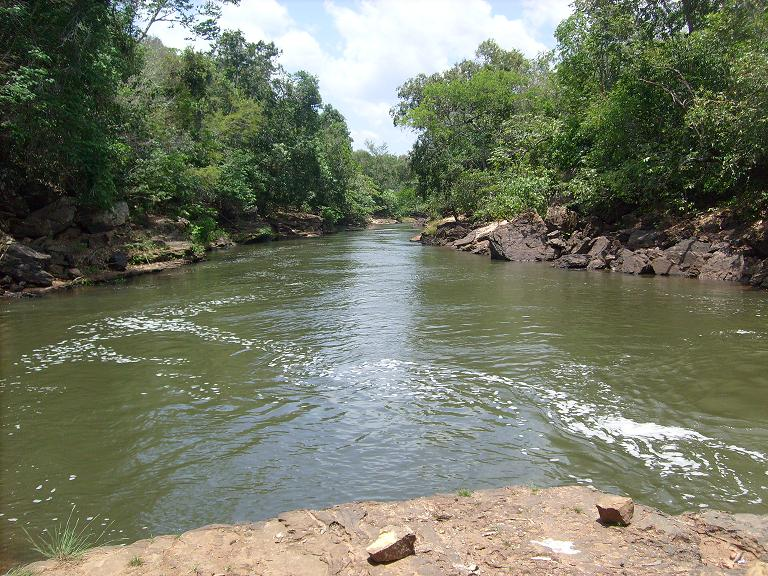
Rio Grajaú
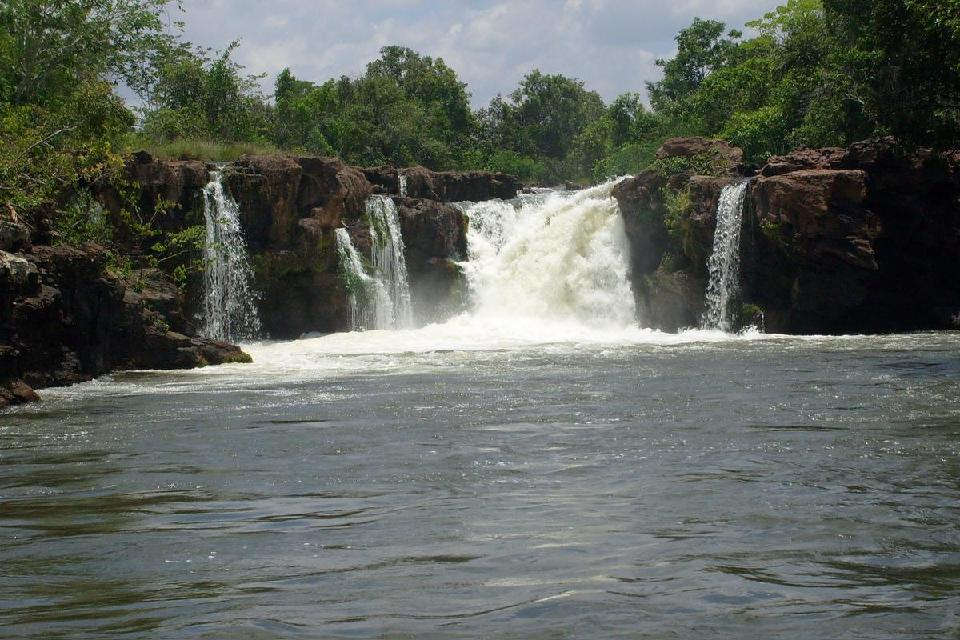
Wasserfall am Rio Grajaú
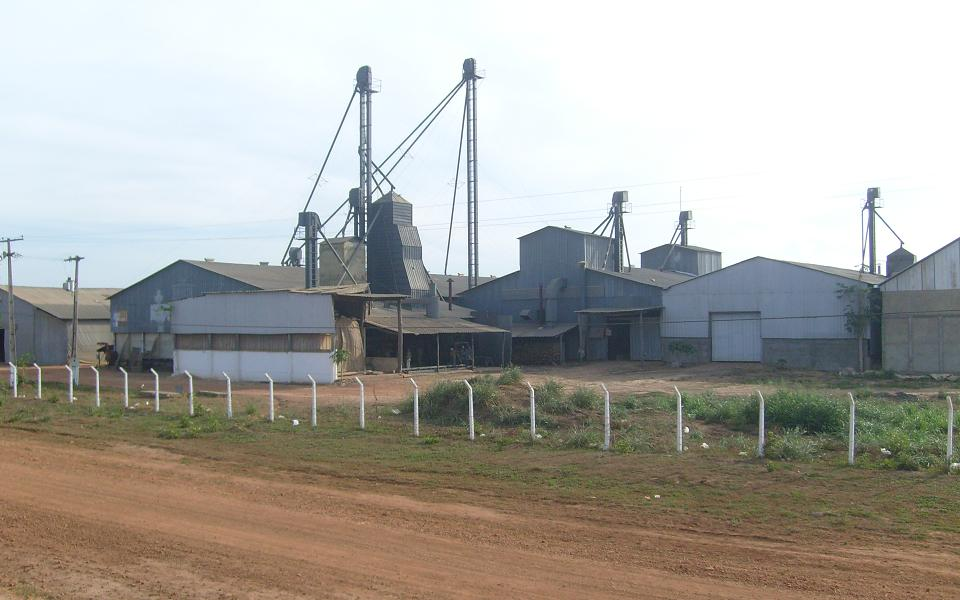
Reis- und Sojaverarbeitung